# Avishai Cohen
Avishai Cohen (אבישי כהן) (Kabri, 1970. április 20. –) izraeli nagybőgős, zeneszerző, énekes, hangszerelő.

## Pályakép
Izrael északi részén, egy kibucban született zenész családban. Kilencéves korában kezdett zongorázni, majd tizennégy évesen Jaco Pastorius hatására basszusgitárra váltott. Katona korában Michael Klinghoffernél tanult. Két évvel később New Yorkba  költözött, ahol kapcsolatba került dzsesszzenészekkel. Közben eleinte az építőiparban dolgozott. Az első évben az utcákon, metrókban és parkokban basszusgitározott.
A New School for Jazz and Contemporary Musicban tanult, ahol a zenekarban latin dzsesszt játszott, majd Danhen Pérez zongorista megkereste, hogy csatlakozzon triójához.

## Lemezek
- Adama (1998)
- Devotion (1999)
- Colors (2000)
- Unity (2001)
- Lyla (2003)
- At Home (2005)
- Continuo (2006)
- As Is... Live at the Blue Note (2007)
- Gently Disturbed (Avishai Cohen Trio (2008)
- Aurora (2009)
- Seven Seas (2011)
- Duende (+ Nitai Hershkovits (2012)
- Almah (2013)
- From Darkness (Avishai Cohen Trio, 2015)
- 1970 (2017)
- Arvoles (2019)

- Two roses (2021)